# ميراقي
ميراقي هي بلدة في مقاطعة شهرسبز في ولاية قشقداريا في أوزبكستان.